# Никодим (Анагносту)
Митрополи́т Никоди́м (греч. Μητροπολίτης Νικόλαος, в миру Нико́лаос Анагно́сту, греч. Νικόλαος Αναγνώστου; 7 сентября 1931, Лисвори — 16 сентября 2012, Полийирос) — епископ Элладской православной церкви, митрополит Иерисский, Святогорский и Ардамерионский (1981—2012).

## Биография
В 1955 году окончил Халкинскую богословскую школу. В том же году был рукоположен во диакона и пресвитера митрополитом Иконийским Иаковом (Стефанидисом).
Служил в Фиатирской и Великобританской митрополии, одновременно обучаясь аспирантуре в Бирмингеме. Служил игуменом монастыря Влатадон в Фессалониках и заместителем председателя Патриаршего института святоотеческих исследований при той обители.
В 1977—1980 годы — преподаватель в Фессалоникийской богословской школе.
В 1981 году был избран, и 29 марта того же года был хиротонисан во епископа с возведением в достоинство митрополита Иерисского, Святогорского и Ардамерионского.
К концу жизни испытывал серьёзные проблемы со здоровьем.
Скончался 16 сентября 2012 года.